# 埃文鎮區 (北達科他州大福克斯縣)
埃文鎮區（英語：Avon Township）是位於美國北達科他州大福克斯縣的一個鎮區。

## 地方資料
埃文鎮區的面積為92.91平方千米，皆為陸地。根據2020年美國人口普查的數據，當地共有人口88人，而人口密度為每平方千米0.95人。